# Tom Mazzone
Pour les articles homonymes, voir Mazzone.
Tom Mazzone (né le 9 juillet 1993 à Douglas sur l'île de Man) est un coureur cycliste britannique. Son frère cadet Leon est aussi coureur cycliste.

## Biographie
Il participe aux Jeux du Commonwealth de 2018, sous les couleurs de l'île de Man. 
En août 2021, il s'impose au sprint sur le Grand Prix de la Somme,. Il s'agit de son premier succès obtenu dans une course inscrite au calendrier de l'Union Cycliste Internationale.

## Palmarès
- 2016
  - 3e de la Perfs Pedal Race
- 2017
  - 1re étape de la Rás Mumhan
  - 3e étape des Suir Valley Three Day
  - 2e de la Rás Mumhan
- 2020
  - Champion de l'île de Man sur route[3]
- 2021
  - Grand Prix de la Somme